# Кэри, Роза
Ро́за Кэ́ри (англ. Rosa Nouchette Carey; 24 сентября 1840, Лондон — 19 июля 1909 года) — английская писательница.
Автор многочисленных романов, очень слабых в художественном отношении, но пользовавшихся большим спросом в своё время. Во всех своих романах Кэри описывает обыденную жизнь английской семьи, причём её идеалом всегда является трудолюбивая, домовитая девушка, которая в награду за её добродетели выходит замуж. Первый роман Кэри, «Nellies Memories», появился в 1868 году и имел большой успех: было продано более 50 000 экземпляров книги. Её более поздние сочинения — «A Passage Perilous» (1903) и «At the Moorings» (1904). За творческую жизнь написала более сорока мелодраматических романов.

## Избранная библиография
- Nellie’s Memories (1868)
- Wee Wifie (1869)
- Not Like Other Girls (1884)
- For Lilias (1885)
- Esther (1887)
- Only the Governess (1888)
- Merle’s Crusade (1889)
- Other People’s Lives (1897)
- Rue With a Difference (1900)
- Herb of Grace (1901)
- A Passage Perilous (1903)
- No Friend Like a Sister (1906)